# جيمي لي (سياسي)
جيمي لي هو سياسي أمريكي، ولد في 27 مارس 1937. نشط حزبياً في الحزب الديمقراطي. وقد انتخب عضو مجلس نواب كنتاكي ‏.